# Michael Robert Watson
Michael (Mike) Robert Watson, född 1979 i London i Storbritannien, är en brittiskt konstkritiker, universitetslärare, kurator och författare.
Mike Watson utbildade sig 1998-2001 på Surrey Institute of Art and Design i Farnham i Storbritannien, samt 2003-2005 på Centre for Research in Modern European Philosophy vid Kingston University i London, där han tog en magisterexamen. Han disputerade 2012 på Goldsmiths College i London i filosofi. Han har i sin yrkesverksamhet arbetat med relationerna mellan kultur, nya medier och politik. Han har bland annat kuraterat utställningar på Manifesta 12 2018 och på de 55:e och 56:e Konstbiennalerna i Venedig 2013 respektive 2015. Mike Watson medverkade också som kurator i Finska kulturfondens konstprojekt Pohjavirta 2014-2015, vilket skapade offentliga konstverk för åtta kommuner i norra Österbotten i Finland 2014-2015.
Han bodde i Italien under nio år från omkring 2010 och undervisade från 2015 där på det amerikanska John Cabot University i Rom.
Han flyttade till Uleåborg 2018 och var kandidat för Vänsterförbundet i kommunalvalet 2021.